# 醫學總會
醫學總會（英語：General Medical Council，縮寫作 GMC）是英國一個收費的註冊慈善團體，根據《1858年醫學法令》成立，擁有法定義務管有英國執業醫生的登記名冊。醫學總會也負責管制英國教授醫學的學校，及對上述學校制訂教學標準，同時與海外的醫學教學規管機構交流，確保英國的醫科生資歷符合國際水平。自2010年起，醫學總會也負起監管畢業後醫學教育的責任。

## 外部連結
- 醫學總會官方網站 （页面存档备份，存于）